# Kanton Frankenau
Der Kanton Frankenau war eine Verwaltungseinheit im Distrikt Marburg des Departement der Werra im napoleonischen Königreich Westphalen. Sitz der Kantonalverwaltung und des Friedensgerichts für den Kanton war die Kleinstadt Frankenau im heutigen Landkreis Waldeck-Frankenberg.
Der Kanton umfasste 11 Dörfer und eine Stadt, war bewohnt von 3.766 Einwohnern und hatte eine Fläche von 2,19 Quadratmeilen.
Zum Kanton gehörten:

- die Stadt Frankenau und die Dörfer
- Dainrode,
- Ederbringhausen mit dem Hof Treisbach,
- Ellershausen mit Allendorf,
- Geismar,
- Haubern mit Dörnholzhausen,
- Louisendorf,
- Oberorke mit Hessenstein,
- Schreufa,
- Viermünden.